# … Et mon tout est un homme
 (décembre 2023).
Si vous disposez d'ouvrages ou d'articles de référence ou si vous connaissez des sites web de qualité traitant du thème abordé ici, merci de compléter l'article en donnant les références utiles à sa vérifiabilité et en les liant à la section « Notes et références ».
… Et mon tout est un homme est un roman policier français de Boileau-Narcejac paru aux Éditions Denoël en 1965. Il leur a valu cette année-là le Prix de l'Humour noir.

## Résumé
Le célèbre professeur Marek est le fis d‘un pharmacien qui a réussi la mise au point de la greffe intégrale. Une série de transplantations va permettre à sept accidentés de retrouver leur activité dans un corps nouveau. Chacun de ces sept blessés porte une partie du corps d'un condamné à mort, René Myrtil, condamné à mort pour vol d’or à Orly et destiné à la Banque de France.
Mais une fois toutes les opérations finies et réussies, chaque greffé vit dans un corps nouveau et une sensation étrange les saisit ; des évènements étranges se produisent, jusqu'à ce que six d'entre eux trouvent la mort d'une manière à la fois mystérieuse et suspecte… M. Garric, travaillant pour le préfet de police et témoin de toute l'opération, tente de découvrir la vérité derrière tous ces décès. S'agit-il de suicides, de meurtres ou d'une certaine forme de rejet, non sur le plan physique, mais bien psychique, des membres greffés? Garric s'investit à un point tel qu'il a l'impression de devenir le «huitième greffé». Réussira-t-il a découvrir la cause de ces morts?

## Adaptation cinématographique
1991 : Body Parts, film d'horreur-thriller américain réalisé par Eric Red, avec Jeff Fahey, Brad Dourif et Zakes Mokae.